# Giro di Campania 1970
Il Giro di Campania 1970, trentottesima edizione della corsa, si svolse il 26 marzo 1970 su un percorso di 264,5 km. La vittoria fu appannaggio dell'italiano Franco Bitossi, che completò il percorso in 6h46'08", precedendo i connazionali Gianfranco Bianchin e Giancarlo Polidori. 

## Ordine d'arrivo (Top 10)
| Pos. | Corridore           | Squadra        | Tempo    |
| ---- | ------------------- | -------------- | -------- |
| 1    | Franco Bitossi      | Filotex        | 6h46'08" |
| 2    | Gianfranco Bianchin | Molteni        | s.t.     |
| 3    | Giancarlo Polidori  | Scic           | s.t.     |
| 4    | Giovanni Bramucci   | Germanvox-Wega | s.t.     |
| 5    | Roberto Poggiali    | Salvarani      | s.t.     |
| 6    | Costantino Conti    | Scic           | a 2'37"  |
| 7    | Michele Dancelli    | Molteni        | a 3'12"  |
| 8    | Gianni Motta        | Salvarani      | s.t.     |
| 9    | Gösta Pettersson    | Ferretti       | s.t.     |
| 10   | Luciano Soave       | Dreher         | s.t.     |